# Куценко Олександр Сергійович
Олександр Сергійович Куценко (нар. 1946) — відомий учений у галузі математичного моделювання та процесів керування теплоенергетичними системами. Доктор технічних наук, професор. Академік АН вищої школи України з 2017 року за науковим відділенням інформатики та системного аналізу.

## Біографія
Народився 26 листопада 1946 року в місті Харкові. Закінчив Харківський політехнічний інститут у 1970 році за спеціальністю «Динаміка польоту та управління» У 1973 році закінчив аспірантуру за спеціальністю «Автоматичне керування та регулювання» Харківського політехнічного інституту, а в 1974 році захистив кандидатську дисертацію на тему: «Параметрична оптимізація багатоцільових систем стабілізації штучних супутників землі». З 1974 по 1997 роки працював в Інституті проблем машинобудування НАН України на посадах старшого наукового співробітника, завідуючого лабораторією, вченого секретаря. У 1996 році захистив докторську дисертацію на тему: «Математичне та комп'ютерне моделювання робочих процесів енергетичних установок на альтернативних паливах». З 1997 року завідувач кафедри системного аналізу та управління Національного технічного університету «Харківський політехнічний інститут», а з 2020 року — професор цієї же кафедри. Має вчене звання професора кафедри системного аналізу і управління з 2001 року.
Основні наукові результати пов'язані з математичним та комп'ютерним моделюванням керованих теплових процесів у складних технічних системах. Вони опубліковані у двох монографіях та більш ніж 160 статтях в вітчизняних та зарубіжних виданнях. Автор 12 авторських свідоцтв та патентів.
Основні прочитані курси: 1. Теорія автоматичного керування двигунів внутрішнього згоряння. 2. Математичні методи оптимального керування. 3. Конфліктно-керовані системи. 4. Основи системного аналізу. 5. Сучасні методи оптимального керування. 6. Основи наукових досліджень.
Підготував 5 докторів наук та 11 кандидатів наук.
Член Національного комітету Української Асоціації з автоматичного керування. Голова спеціалізованої вченої ради по захисту докторських дисертацій за спеціальностями: «Автоматизація процесів керування» та «Інформаційні технології».
У 2010 році за розвиток вищої освіти нагороджений знаком «Петро Могила».

## Наукові результати

### Викладання навчальних дисциплін
- Математичні методи оптимального управління
- Основи системного аналізу
- Сучасні методи оптимального керування
- Основи наукових досліджень
- Основи системного аналізу та теорії систем (на рівні PhD)
- Теорія і методи оптимального керування (на рівні PhD)

### Опубліковані праці
- Адміністративно-територіальний устрій та сталий розвиток регіону (концептуальні основи та методологія): монографія / В. М. Бабаєв, Л. Л. Товажнянський, М. Д. Годлевський, О. С. Куценко, В. Л. Лисицький, О. П. Слепченко ; Нац. техн. ун-т «Харків. політехн. ін-т». — Харків: НТУ «ХПІ», 2006. — 316 с.

### Публікації
- Kutsenko O.S., Kovalenko S.V., Kovalenko S.M. An approach to quality evaluation of embryos on theirs geometrical parameters. Матеріали Міжнародної науково-технічної конференції «Комп'ютерна графіка та розпізнавання зображень», Вінниця, грудень 2018. — C. 51–55.
- Kutsenko O., Kovalenko S., Tovazhnyanskyy V. Inversion of dynamic systems for certain classes of signals. CEUR Workshop Proceedings 2353, 2019, pp. 391—401
- Kutsenko O.S., Kovalenko S.V. Some approaches to a quantitative measure of the stability of dynamical systems Eurasian journal of mathematical and computer applications, Volume 7, Issue 3 (2019) 56 — 69.
- O. Kutsenko, S. Kovalenko, S. Kovalenko, L. Kashcheiev, O. Mikhnova and I. Chaly A Fuzzy Logic Based Approach to E-tourist Attractiveness Assessment *2020 IEEE 2nd International Conference on System Analysis & Intelligent Computing (SAIC)*, Kyiv, Ukraine, 2020, pp. 26 — 33.
- O. Kutsenko, S. Kovalenko, V. Tovazhnyanskyy and S. Kovalenko «Synthesis of a Mathematical Model of Thermal Processes of Buildings. Systems Approach» *2020 IEEE 2nd International Conference on System Analysis & Intelligent Computing (SAIC)*, Kyiv, Ukraine, 2020, pp. 276—281.
- Yury Megel, Alexander Kutsenko, Ivaylo Blagov, Svitlana Kovalenko, Sergii Kovalenko, Maksym Malko and Antonina Rybalka. "Information System for Automating Processes of Biological Objects Detection, Recognition, and Measurement, " 2021 XXXI International Scientific Symposium Metrology and Metrology Assurance (MMA), 2021, Sozopol, Bulgaria, 2021, pp. 1–6.